# Система позначення об'єктів адміністративно-територіального поділу і населених пунктів
Система позначення об'єктів адміністративно-теренного поділу та населених пунктів, надалі СПО (система позначення об'єктів) - одна з часток у складі Єдиної системи класифікації та кодування техніко-економічних та соціальних відомостей Республіки Білорусь. СПО призначена для автоматизованої обробки відомостей при вирішенні завдань, що враховують теренну приналежність об'єктів.
Призведено в дію 1 березня 1994 науково-виробничим державним республіканським унітарним підприємством «Національне кадастрове агентство».
Об'єктами класифікації в СПО є:
- області, місто республіканського підпорядкування;
- райони області, внутрішні райони, міста обласного підпорядкування;
- міста районного підпорядкування, селища, сільські ради;